# ジョニイ・ダーク
『ジョニイ・ダーク』（Johnny Dark）は、1954年に公開されたアメリカ合衆国の映画。監督はジョージ・シャーマン。出演はトニー・カーティスなど。

## キャスト
| 役名                         | 俳優                   | 日本語吹き替え                      |
| ---------------------------- | ---------------------- | ----------------------------------- |
| ジョニー・ダーク             | トニー・カーティス     | 広川太一郎                          |
| リズ・フィールディング       | パイパー・ローリー     | 吉田理保子                          |
| デューク・ベンソン           | ドン・テイラー         | 中田浩二                            |
| スコッティ                   | ポール・ケリー         | 藤本譲                              |
| アビー・ビンズ               | イルカ・チェイス       | 中島喜美栄                          |
| ジェームズ・フィールディング | シドニー・ブラックマー | 宮内幸平                            |
| ボーダー婦人                 | ルース・ハンプトン     |                                     |
| エモリー                     | ラッセル・ジョンソン   |                                     |
| カール・スヴェンソン         | ジョー・ソーヤー       | 西尾徳                              |
| スミティ                     | ロバート・ニコルズ     |                                     |
| エド・J・ウィンストン        | ピエール・ワトキン     |                                     |
| スキャットマン・クローザース |                        |                                     |
| モーガン                     | ラルフ・モンゴメリー   |                                     |
| 不明 その他                  | N/A                    | 田中康郎 寺島幹夫 篠原大作 仲木隆司 |

- 日本語吹き替え：テレビ版

## スタッフ
- 監督: ジョージ・シャーマン（英語版）
- 製作: ウィリアム・アランド
- 撮影: カール・ガスリー（英語版）
- 編集: エドワード・カーティス（英語版）
- 音楽: ハンス・サルター